# JAPAN RUGBY LEAGUE ONE 新規参入チームの受け入れ (2025年)
JAPAN RUGBY LEAGUE ONE 新規参入チームの受け入れ (2025年)は、一般社団法人ジャパンラグビーリーグワンが、ジャパンラグビーリーグワン4年度目（2024-25シーズン）が終了後に、新規参入チームの受け入れを決定し、2025年度内に申請募集、審査、決定が行われるものである。新規チームは、6年度目となる2026-27シーズンからの参加となる予定。新規参入の受け入れは、2年ぶり。
前回の受け入れについては、「JAPAN RUGBY LEAGUE ONE 新規参入チームの受け入れ (2023年)」を参照。

## 日程
2025年8月13日現在。
- 2025年6月末 - 申請手続きについて参入希望チームに開示、申請受付の開始。
- 2025年7月末 - 申請受付の締め切り。
- 2025年8月 - 新規参入申請チームの公表。
- 2025年10月 - 申請に対する当該チームへのフィードバック、「参入可能性があるチーム」の公表。
- 2026年1月末 - 新規参入チーム決定。「参入可能性があるチーム」の中から、競技成績を踏まえて決定する。
- 2026年12月 - 新規参入チームが「ジャパンラグビーリーグワン2026-27」に参加

## 新規参入申請チーム
2025年7月末時点。2025年8月13日発表。
| 新規参入申請チーム (読み方)                       | 拠点         | 2024-25シーズン戦績                | 所属企業                                  | 公式サイト         | 備考                  |
| ------------------------------------------------- | ------------ | ---------------------------------- | ----------------------------------------- | ------------------ | --------------------- |
| 日立Sun Nexus茨城 (ひたちサンネクサスいばらき)    | 茨城県日立市 | トップイーストリーグ Aグループ 3位 | 日立製作所                                | hitachisunnexus.jp | 前回に続き2度目の申請 |
| AZ-COM丸和MOMOTARO'S (アズコムまるわモモタローズ) | 千葉県柏市   | トップイーストリーグ Aグループ 1位 | 丸和運輸機関 (AZ-COM丸和ホールディングス) | momotaros.jp       | 初申請                |

（2024-25シーズンのトップイーストリーグAグループ 2位は、東京ガス ブルーフレイムス。）

## 参入条件
出典：　「参入審査要件（2026-27シーズン）」
審査項目のうち、戦力や財政力については、前回の新規参入チーム受け入れ時と大きな変更がない。
ホストスタジアムの保有については、「確保に向けた具体的な計画があること」という条件が追加された。収容人数は、前回の「3000人以上」から「2500人以上」へと条件が緩和された。
前回の条件「ホストエリアないし、セカンダリーエリアに存在（複数可）」は無くなった。
追加された条件として、「ホストスタジアムとセカンダリースタジアムを合わせて8割以上を実施（複数可）」がある。